# Звёздный путь: Пародия для взрослых
«Звёздный путь: Пародия для взрослых» (англ. This Ain’t Star Trek XXX) — порнопародия 2009 года режиссёра Акселя Брауна на фильм «Звёздный путь».

## Сюжет
Звездолёт «Энтерпрайз» обнаруживает корабль Botany Bay, перевозящий людей из XXI века. Спок очарован Рут, которая окунулась в венерианскую жидкость через несколько минут после рождения. Корабельный историк лейтенант Марла МакГиверс очарована Каном, который планирует использовать её, чтобы захватить корабль. Вулканианка по имени Чандра, которая, как оказалось, страдает по Пон Фар, отправляется на борт, чтобы предупредить Кирка о Кане и «влечении». Действительно, Кан выпускает вирус PSI2000 в систему корабельной вентиляции. Доктор Маккой приходит к выводу, что единственное противоядие — как можно быстрее получить мощный оргазм.

## В ролях
- Эван Стоун (капитан Джеймс Т. Кирк)
- Дженна Хейз (Рут)
- Саша Грей (Чандра)
- Аврора Сноу (Марла)
- Джада Файер (Ухура)
- Коди Кармайкл (медсестра)
- Тони Де Серхио (мистер Спок)
- Чейн Коллинз (доктор Маккой)
- Ник Мэннинг (Хан)

## Список сцен
1. Дженна Хейз, Тони Де Серхио
2. Аврора Сноу, Ник Мэннинг
3. Саша Грей, Эван Стоун
4. Коди Кармайкл, Чейн Коллинз
5. Джада Файер, Эван Стоун, Тони Де Серхио
6. DVD Бонус. Дженна Хейз, Скотт Нэйлс
7. DVD Бонус. Саша Грей, Джерри
8. DVD Бонус. Аврора Сноу, Наутика Торн, Мануэль Феррара

## Премии и номинации
- 2010 номинация на AVN Awards — лучшая пародия
- 2010 победа на XBIZ Award — лучший актёр — полнометражный фильм (Эван Стоун)

## Сиквелы
Из-за большого успеха фильма режиссёр снял ещё две части:
- This Ain’t Star Trek XXX 2: The Butterfly Effect (2010). В ролях: Эван Стоун (снова в роли капитана Кирка) и Джада Файер (снова в роли Ухуры), а также Кимберли Кейн (в роли королевы бабочек), Алексис Тексас (в роли Мэрилин Монро), Кэгни Линн Картер (в роли инопланетянки № 1) и Мэдисон Скотт (инопланетянка № 2). Эта часть была номинирована в 2011 году на премию AVN в категории «Лучшая пародия — драма».
- This Ain’t Star Trek 3 XXX: This Is a Parody (2013). В ролях: Эван Стоун (снова в роли капитана Кирка), Пенни Пакс (Nurse Chapel), Ана Фокс (в роли Ухуры).